# Let's Get Loud
"Let's Get Loud" is een single van Jennifer Lopez uit 2000. Het is de vierde single van haar debuutalbum On the 6 uit 1999. De single deed het in thuisland de Verenigde Staten niet goed (#39 in de Dance hitlijst), maar behaalde in Nederland de gouden status. Het stond de gehele zomer in de Nederlandse Top 40 en bereikte de tweede plaats.
De videoclip is geregisseerd door Jeffrey Doe en is live opgenomen tijdens het Wereldkampioenschap voetbal vrouwen in 1999 in de Rose Bowl in Pasadena, Californië.

## Nederlandse hitlijsten

### Nederlandse Top 40
| Hitnotering: 10-06-2000 t/m | Hitnotering: 10-06-2000 t/m | Hitnotering: 10-06-2000 t/m | Hitnotering: 10-06-2000 t/m | Hitnotering: 10-06-2000 t/m | Hitnotering: 10-06-2000 t/m | Hitnotering: 10-06-2000 t/m | Hitnotering: 10-06-2000 t/m | Hitnotering: 10-06-2000 t/m | Hitnotering: 10-06-2000 t/m | Hitnotering: 10-06-2000 t/m | Hitnotering: 10-06-2000 t/m | Hitnotering: 10-06-2000 t/m | Hitnotering: 10-06-2000 t/m | Hitnotering: 10-06-2000 t/m | Hitnotering: 10-06-2000 t/m | Hitnotering: 10-06-2000 t/m | Hitnotering: 10-06-2000 t/m | Hitnotering: 10-06-2000 t/m |
| Week:                       | 1                           | 2                           | 3                           | 4                           | 5                           | 6                           | 7                           | 8                           | 9                           | 10                          | 11                          | 12                          | 13                          | 14                          | 15                          | 16                          | 17                          | uit                         |
| --------------------------- | --------------------------- | --------------------------- | --------------------------- | --------------------------- | --------------------------- | --------------------------- | --------------------------- | --------------------------- | --------------------------- | --------------------------- | --------------------------- | --------------------------- | --------------------------- | --------------------------- | --------------------------- | --------------------------- | --------------------------- | --------------------------- |
| Positie:                    | 35                          | 9                           | 2                           | 2                           | 2                           | 3                           | 3                           | 3                           | 5                           | 7                           | 12                          | 19                          | 21                          | 23                          | 26                          | 30                          | 34                          | uit                         |

### NederlandseSingle Top 100
| Hitnotering: 17-06-2000 t/m 10-11-2000 | Hitnotering: 17-06-2000 t/m 10-11-2000 | Hitnotering: 17-06-2000 t/m 10-11-2000 | Hitnotering: 17-06-2000 t/m 10-11-2000 | Hitnotering: 17-06-2000 t/m 10-11-2000 | Hitnotering: 17-06-2000 t/m 10-11-2000 | Hitnotering: 17-06-2000 t/m 10-11-2000 | Hitnotering: 17-06-2000 t/m 10-11-2000 | Hitnotering: 17-06-2000 t/m 10-11-2000 | Hitnotering: 17-06-2000 t/m 10-11-2000 | Hitnotering: 17-06-2000 t/m 10-11-2000 | Hitnotering: 17-06-2000 t/m 10-11-2000 | Hitnotering: 17-06-2000 t/m 10-11-2000 | Hitnotering: 17-06-2000 t/m 10-11-2000 | Hitnotering: 17-06-2000 t/m 10-11-2000 | Hitnotering: 17-06-2000 t/m 10-11-2000 | Hitnotering: 17-06-2000 t/m 10-11-2000 | Hitnotering: 17-06-2000 t/m 10-11-2000 | Hitnotering: 17-06-2000 t/m 10-11-2000 | Hitnotering: 17-06-2000 t/m 10-11-2000 | Hitnotering: 17-06-2000 t/m 10-11-2000 | Hitnotering: 17-06-2000 t/m 10-11-2000 |
| Week:                                  | 1                                      | 2                                      | 3                                      | 4                                      | 5                                      | 6                                      | 7                                      | 8                                      | 9                                      | 10                                     | 11                                     | 12                                     | 13                                     | 14                                     | 15                                     | 16                                     | 17                                     | 18                                     | 19                                     | 20                                     |                                        |
| -------------------------------------- | -------------------------------------- | -------------------------------------- | -------------------------------------- | -------------------------------------- | -------------------------------------- | -------------------------------------- | -------------------------------------- | -------------------------------------- | -------------------------------------- | -------------------------------------- | -------------------------------------- | -------------------------------------- | -------------------------------------- | -------------------------------------- | -------------------------------------- | -------------------------------------- | -------------------------------------- | -------------------------------------- | -------------------------------------- | -------------------------------------- | -------------------------------------- |
| Positie:                               | 19                                     | 4                                      | 4                                      | 4                                      | 4                                      | 3                                      | 4                                      | 5                                      | 7                                      | 15                                     | 16                                     | 16                                     | 20                                     | 26                                     | 32                                     | 38                                     | 46                                     | 57                                     | 67                                     | 80                                     | uit                                    |

### NPO Radio 2 Top 2000
| Nummer met noteringen in de NPO Radio 2 Top 2000 | '02 | '03  | '04  | '05  | '06-'07 | '08  |
| ------------------------------------------------ | --- | ---- | ---- | ---- | ------- | ---- |
| Let's Get Loud                                   | 535 | 1055 | 1182 | 1507 | -       | 1952 |

1. ↑  Een '-' betekent dat het nummer niet was genoteerd en een vetgedrukt getal geeft de hoogste notering aan.
2. ↑  2002 was het eerste jaar met een notering voor dit nummer.
3. ↑  Deze tabel is bijgewerkt tot en met de laatste editie (2024).

## Covers
- The Baseballs, een Duitse rock-'n-roll coverband, bracht in 2010 een cover van het nummer uit op hun album Strike!.